# Festus (Misuri)
Festus es una ciudad ubicada en el condado de Jefferson en el estado estadounidense de Misuri. En el Censo de 2010 tenía una población de 11602 habitantes y una densidad poblacional de 784,92 personas por km².

## Geografía
Festus se encuentra ubicada en las coordenadas 38°13′12″N 90°24′35″O / 38.22000, -90.40972. Según la Oficina del Censo de los Estados Unidos, Festus tiene una superficie total de 14.78 km², de la cual 14.78 km² corresponden a tierra firme y (0%) 0 km² es agua.

## Demografía
Según el censo de 2010, había 11602 personas residiendo en Festus. La densidad de población era de 784,92 hab./km². De los 11602 habitantes, Festus estaba compuesto por el 93.46% blancos, el 3.35% eran afroamericanos, el 0.22% eran amerindios, el 0.8% eran asiáticos, el 0.04% eran isleños del Pacífico, el 0.19% eran de otras razas y el 1.94% pertenecían a dos o más razas. Del total de la población el 1.22% eran hispanos o latinos de cualquier raza.